# Karel Škoda
Karel Škoda (29. června 1878, Plzeň – 10. ledna 1929, Semmering) byl generální ředitel Škody v letech 1909–1917. Syn Emila Škody.

## Život
Byl synem plzeňského průmyslníka, majitele Škodových závodů, rytíře Emila Škody a jeho manželky Hermíny, rozené Hahnenkammové. Pokřtěn byl Karel Emil Josef Pavel.
Vystudoval techniku ve Stuttgartu a Curychu. Žil v domě v Plzni na rohu Tylovy ulice a Klatovské třídy. Po smrti otce Emila Škody v roce 1900 se snažil stát se generálním ředitelem firmy ŠKODA, ale stal se jen zástupcem a do funkce generálního ředitele jmenovala správní rada a banky Jiřího Günthera. Tuto pozici získal Karel Škoda až v roce 1909. Již v roce 1910 bylo vydáno stavební povolení k postavení nové dělnické čtvrti, která začala být nazývána jeho jménem Karlov. Generálním ředitelem byl do roku 1916, poté zůstal členem správní rady a žil ve Vídni.
Vlastnoručním listem z 27. října 1914 císař František Josef I. povýšil Karla Škodu (1878–1929), čestného doktora technických věd na Vysokém učení technickém v Praze a německé vysoké technické škole Františka Josefa v Brně, doktor-inženýra honoris causa na Královské vysoké technické škole ve Stuttgartu, generálního ředitele Škodových závodů a. s., prezidenta Spojených strojíren a. s. v Praze na Smíchově, viceprezidenta Uherské kanónky a. s. v Győru, za zásluhy v oboru válečné techniky do stavu svobodných pánů. Listinou danou ve Vídni 4. března 1915 polepšil Karlu svobodnému pánu von Skoda erb.
Roku 1916 koupil Karl Skoda od Jeronýma hraběte Colloredo-Mannsfelda západočeské panství Žinkovy, které rodu patřilo až do roku 1945.
V roce 1919 prodal svoje akcie Škodových závodů Živnobance a poté prodal i akcie svých zbývajících podniků.

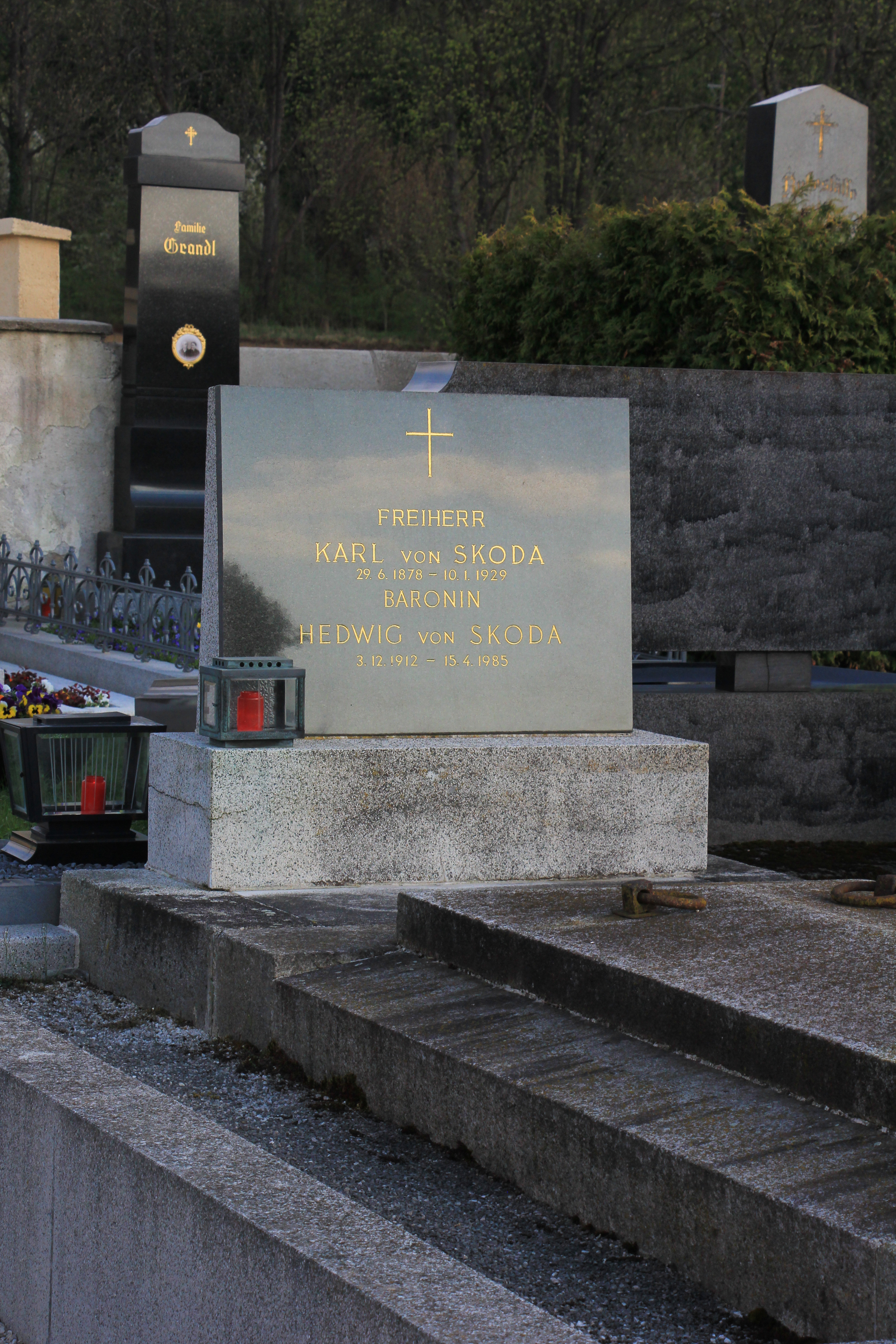
Hrob na hřbitově v Gaadenu

### Rodinný život
V roce 1906 uzavřel ve Vídni sňatek s Hedvikou Hermannovou, rodačkou z Prešpurku (dnes Bratislava), se kterou měl tři děti – Emila (1908–1945), Karla (1910–1945) a Hedviku (1912–1985). Manželství bylo rozvedeno v roce 1921.
Rod po meči vymřel roku 1945 jeho syny Emilem (1908–1945) a Karlem (1910–1945). Poslední členkou rodiny byla jeho dcera Hedvika (1912–1985).